# كلورادو للوقود والحديد

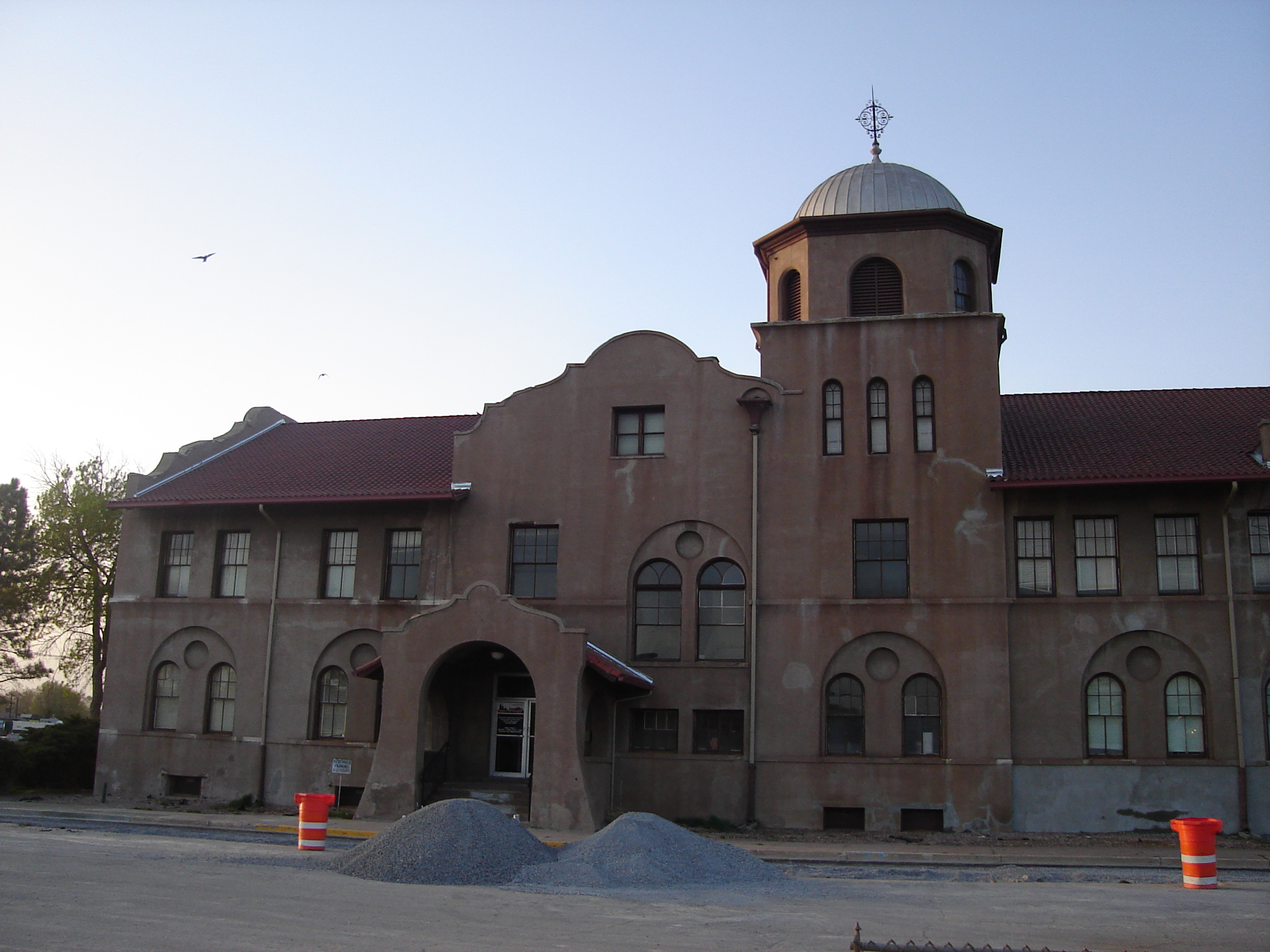
المكتب الرئيسي للشركة.

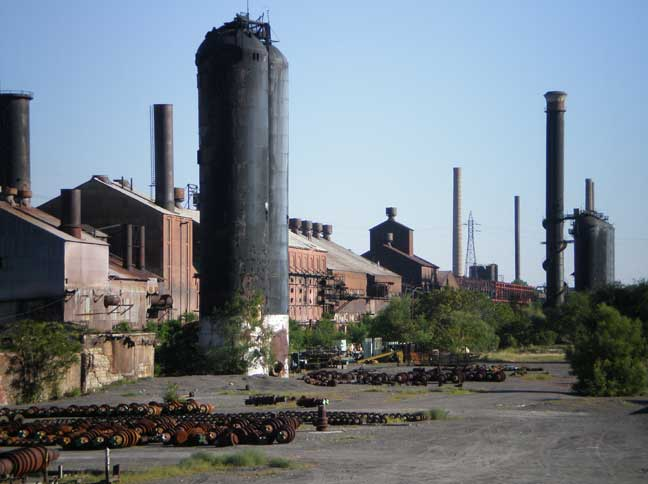
أساس ومواقد "A -Furnace" في عام 2010

كلورادو للوقود والحديد (بالإنجليزية: Colorado Fuel and Iron)‏، كانت أكبر شركة صلب. بحلول 1903، كان يمتلكها ويديرها الورثة الماليين جون دافيسون روكفلر وجاي غولد. في الوقت الذي كانت تحت سيطرة الكثير من المحطات عبر البلاد، كانت وحدتها الرئيسية مصنع الصلب على الجانب الغربي من بويبلو، كلورادو وكانت الصناعة الرئيسية في المدينة طوال معظم تاريخها. من 1901 حتى 1912، كانت كلورادو للوقود والحديد إحدى شركات داو جونز. ادى أنهيار سوق الصلب 1982 إلى تراجع الشركة. بعد دخولها في العديد من الإفلاسات، أستحوذت عليها اوريغون لمصانع الصلب عام 1993، وغيرت أسمها إلى روكي مانتين لمصانع الصلب. في يناير 2007، مع بقية شركات اوريغون للصلب، أستحوذت عليها مجموعة إفراز، الروسية، مقابل 2.3 مليار دولار.

## وصلات خارجية
- Bessemer Historical Society
- Steelworks Museum of Industry and Culture
- CF&I Archives
- http://www.osm.com/LocationsFacilities/RockyMountainSteelMills/tabid/71/Default.aspx
- West, George P.; United States Commission on Industrial Relations; Report on the Colorado strike (1915)